# Salman Al-Faraj
Salman bin Mohammed bin Mohammed Al-Faraj (tiếng Ả Rập: سلمان بن محمد بن محمد الفرج; sinh ngày 1 tháng 8 năm 1989) là cầu thủ bóng đá chuyên nghiệp người Ả Rập Xê Út thi đấu ở vị trí tiền vệ của câu lạc bộ Neom SC.

## Sự nghiệp quốc tế
Trận đấu đầu tiên của Salman với đội tuyển quốc gia là trận đấu giao hữu trước Congo tại Sân vận động Hoàng tử Abdullah bin Jalawi ở Al Hasa, Ả Rập Xê Út vào ngày 14 tháng 10 năm 2012. Trận đấu kết thúc 3–2 dành cho Ả Rập Xê Út. Bàn thắng quốc tế đầu tiên của Salman với đội tuyển là trước Đông Timor tại vòng 2 của Vòng loại Giải vô địch bóng đá thế giới 2018 tại Thành phố Thể thao Vua Abdullah, ở Jeddah, Ả Rập Xê Út vào ngày 3 tháng 9 năm 2015. Trận đấu kết thúc với tỷ số 7–0 dành cho Ả Rập Xê Út.
Vào tháng 5 năm 2018, anh có tên trong đội hình chuẩn bị trước Giải vô địch bóng đá thế giới 2018 ở Nga. Vào ngày 4 tháng 6, Salman có tên trong đội hình 23 cầu thủ tham dự World Cup. Vào ngày 25 tháng 6, anh ghi bàn thắng đấu tiên tại Giải vô địch bóng đá thế giới từ chấm phạt đền trong chiến thắng 2–1 trước Ai Cập trong trận đấu cuối cùng của họ tại vòng chung kết.

## Thống kê sự nghiệp

### Quốc tế
Số liệu thống kê chính xác của trận đấu được diễn ra vào ngày 17 tháng 10 năm 2023.
| Ả Rập Xê Út | Ả Rập Xê Út | Ả Rập Xê Út |
| Năm         | Trận        | Bàn thắng   |
| ----------- | ----------- | ----------- |
| 2012        | 1           | 0           |
| 2013        | 3           | 0           |
| 2014        | 7           | 0           |
| 2015        | 10          | 1           |
| 2016        | 8           | 0           |
| 2017        | 8           | 1           |
| 2018        | 10          | 1           |
| 2019        | 6           | 3           |
| 2021        | 7           | 2           |
| 2022        | 8           | 0           |
| 2023        | 2           | 1           |
| Tổng số     | 73          | 9           |

### Bàn thắng quốc tế
Bàn thắng và kết quả của Ả Rập Xê Út được để trước.
| #  | Ngày                 | Địa điểm                                                 | Đối thủ    | Bàn thắng | Kết quả | Giải đấu                      |
| -- | -------------------- | -------------------------------------------------------- | ---------- | --------- | ------- | ----------------------------- |
| 1. | 3 tháng 9 năm 2015   | Thành phố Thể thao Nhà vua Abdullah, Jeddah, Ả Rập Xê Út | Đông Timor | 4–0       | 7–0     | Vòng loại FIFA World Cup 2018 |
| 2. | 7 tháng 10 năm 2017  | Thành phố Thể thao Nhà vua Abdullah, Jeddah, Ả Rập Xê Út | Jamaica    | 3–1       | 5–2     | Giao hữu                      |
| 3. | 9 tháng 5 năm 2018   | Sân vận động Ramón de Carranza, Cádiz, Tây Ban Nha       | Algérie    | 1–0       | 2–0     | Giao hữu                      |
| 4. | 25 tháng 6 năm 2018  | Volgograd Arena, Volgograd, Nga                          | Ai Cập     | 1–1       | 2–1     | FIFA World Cup 2018           |
| 5. | 14 tháng 11 năm 2019 | Sân vận động Pakhtakor, Tashkent, Uzbekistan             | Uzbekistan | 1–1       | 3–2     | Vòng loại FIFA World Cup 2022 |
| 6. | 14 tháng 11 năm 2019 | Sân vận động Pakhtakor, Tashkent, Uzbekistan             | Uzbekistan | 2–2       | 3–2     | Vòng loại FIFA World Cup 2022 |
| 7. | 15 tháng 6 năm 2021  | Sân vận động Đại học Nhà vua Saud, Riyadh, Ả Rập Xê Út   | Uzbekistan | 1–0       | 3–0     | Vòng loại FIFA World Cup 2022 |
| 8. | 15 tháng 6 năm 2021  | Sân vận động Đại học Nhà vua Saud, Riyadh, Ả Rập Xê Út   | Uzbekistan | 2–0       | 3–0     | Vòng loại FIFA World Cup 2022 |
| 9. | 13 tháng 10 năm 2023 | Sân vận động Municipal de Portimão, Portimão, Bồ Đào Nha | Nigeria    | 1–0       | 2–1     | Giao hữu                      |

## Danh hiệu

### Câu lạc bộ
Al-Hilal
- Saudi Professional League: 2009–10, 2010–11, 2016–17, 2017–18, 2018–19, 2019–20, 2020–21
- King Cup of Champions: 2015, 2017, 2019–20
- Saudi Crown Prince Cup: 2008–09, 2009–10, 2010–11, 2011–12, 2012–13, 2015–16
- Saudi Super Cup: 2015, 2018
- AFC Champions League: 2019, 2021